# Сен-Жорж, Лори
Ло́ри Сен-Жорж (фр. Laurie St-Georges; род. 23 августа 1997, Лаваль, Квебек) — канадская кёрлингистка.
В составе смешанной сборной Канады бронзовый призёр чемпионата мира (2023). Чемпион Канады среди смешанных команд.
В «классическом» кёрлинге (команда из четырёх человек одного пола) в основном играет на позиции четвёртого. Скип команды.

## Достижения
- Чемпионат мира по кёрлингу среди смешанных команд: бронза (2023).
- Чемпионат Канады по кёрлингу среди смешанных команд: золото (2022), бронза (2019).
- Чемпионат Канады по кёрлингу среди юниоров: серебро (2018).

## Команды
| Сезон                                               | Четвёртый      | Третий             | Второй           | Первый             | Запасной                                    | Турниры              |
| --------------------------------------------------- | -------------- | ------------------ | ---------------- | ------------------ | ------------------------------------------- | -------------------- |
| 2015—16                                             | Лори Сен-Жорж  | Cynthia St-Georges | Meaghan Rivett   | Эмили Райли        | тренер: Michel St-Georges                   | ЧКЮ 2016 (6 место)   |
| 2017—18                                             | Лори Сен-Жорж  | Cynthia St-Georges | Meaghan Rivett   | Эмили Райли        | тренер: Michel St-Georges                   | ЧКЮ 2018             |
| 2018—19                                             | Лори Сен-Жорж  | Cynthia St-Georges | Эмили Райли      | Noémie Gauthier    | Meaghan Rivett тренер: Michel St-Georges    | ЧКЮ 2019 (4 место)   |
| 2020—21                                             | Лори Сен-Жорж  | Hailey Armstrong   | Эмили Райли      | Cynthia St-Georges | Florence Boivin тренер: Michel St-Georges   | ЧК 2021 (7 место)    |
| 2021—22                                             | Лори Сен-Жорж  | Hailey Armstrong   | Эмили Райли      | Cynthia St-Georges | Alanna Routledge тренер: Франсуа Роберж     | ЧК 2022 (13 место)   |
| 2022—23                                             | Лори Сен-Жорж  | Эмили Райли        | Alanna Routledge | Kelly Middaugh     | Émilie Desjardins тренер: Michel St-Georges | ЧК 2023 (7 место)    |
| 2023—24                                             | Лори Сен-Жорж  | Джейми Синклер     | Эмили Райли      | Kelly Middaugh     | Мари-Франс Ларуш тренер: Франсуа Роберж     | ЧК 2024 (11 место)   |
| 2024—25                                             | Лори Сен-Жорж  | Джейми Синклер     | Эмили Райли      | Лиза Уигл          | тренер: Франсуа Роберж                      | ЧК 2025 (7 место)    |
| Кёрлинг среди смешанных команд (mixed curling)      |                |                    |                  |                    |                                             |                      |
| 2018—19                                             | Феликс Асселен | Лори Сен-Жорж      | Эмиль Асселен    | Эмили Райли        |                                             | ЧКСК 2019            |
| 2022—23                                             | Феликс Асселен | Лори Сен-Жорж      | Эмиль Асселен    | Эмили Райли        | тренер: Michel St-Georges                   | ЧКСК 2022            |
| 2023—24                                             | Феликс Асселен | Лори Сен-Жорж      | Эмиль Асселен    | Эмили Райли        | тренер: Michel St-Georges                   | ЧМСК 2023            |
| Кёрлинг среди смешанных пар (mixed doubles curling) |                |                    |                  |                    |                                             |                      |
| 2020—21                                             | Лори Сен-Жорж  | Феликс Асселен     |                  |                    |                                             | ЧКСП 2021 (13 место) |
| 2022—23                                             | Лори Сен-Жорж  | Феликс Асселен     |                  |                    |                                             | ЧКСП 2023 (9 место)  |
| 2023—24                                             | Лори Сен-Жорж  | Феликс Асселен     |                  |                    |                                             | ЧКСП 2024 (17 место) |

(скипы выделены полужирным шрифтом)

## Частная жизнь
Из семьи кёрлингистов: её отец Мишель Сен-Жорж (фр. Michel St-Georges) играл в кёрлинг на уровне чемпионатов провинции Квебек, а затем стал тренером команды Лори Сен-Жорж. Её сестра Синтия Сен-Жорж (фр. Cynthia St-Georges) — тоже кёрлингистка, несколько лет играла в команде Лори.
Лори живёт в гражданском браке с кёрлингистом Феликсом Асселеном, с которым играет в смешанной команде и в смешанной паре.